# Блэк, Рэй
Рэймонд Энтони Блэк (англ. Raymond Anthony Black, 26 июня 1990, Уилкс-Барре) — американский бейсболист, питчер клуба Главной лиги бейсбола «Милуоки Брюэрс».

## Карьера
В 2008 году Рэй окончил старшую школу и поступил в Питтсбургский университет. Тогда же он перенёс операцию Томми Джона и не выходил на поле во время учёбы на первом курсе. В составе «Пантерс» Блэк выступал с 2009 по 2011 год, но из-за ряда травм сыграл только 36,2 иннинга. В последний год в колледже скорость фастбола Рэя составляла 94—97 миль в час, благодаря чему он был выбран в седьмом раунде драфта клубом «Сан-Франциско Джайентс».
Профессиональный контракт Рэй заключил после драфта, но дебютировать смог только в мае 2014 года. Больше двух лет он находился в списке травмированных. В то же время Блэк, когда был здоров, продолжал подавать со скоростью близкой к 100 милям в час. Весной 2017 года «Джайентс» выставили его на драфт отказов, но ни одна из команд лиги не проявила интереса. После этого Рэй подписал с «Сан-Франциско» контракт игрока младшей лиги. В течение сезона Блэк продвинулся в фарм-системе клуба до уровня AAA-лиги. Всего в первые восемь лет своей карьеры он провёл на поле 127,2 иннинга.
В июле 2018 года Рэй впервые в карьере был вызван в основной состав «Джайентс» и дебютировал в Главной лиге бейсбола. Он избежал проблем со здоровьем и в регулярном чемпионате делал 12,79 страйкаута за девять иннингов, став лучшим в команде по этому показателю. Блэк выходил на поле в 26 играх, позволив сопернику набрать очки только в семи из них. Однако, в шести таких случаях он пропускал больше одного рана, из-за чего пропускаемость Рэя по итогам сезона составила 6,17.
В первой части сезона 2019 года Блэк выступал за клуб ААА-лиги «Сакраменто Ривер Кэтс», на поле в Главной лиге бейсбола он вышел всего два раза. В конце июля «Джайентс» обменяли его и питчера Дрю Померанца в «Милуоки Брюэрс» на шортстопа Маурисио Дубона. Всего в регулярном чемпионате он провёл на поле 16 иннингов в 17 играх. Летом 2020 года Блэк провёл три матча, а затем получил повреждение вращательной манжеты плеча и выбыл из строя до конца сезона.